# 1175
| Calendário gregoriano                                                        | 1175 MCLXXV                                          |
| Ab urbe condita                                                              | 1928                                                 |
| Calendário arménio                                                           | 624 – 625                                            |
| Calendário bahá'í                                                            | -669 – -668                                          |
| Calendário budista                                                           | 1719                                                 |
| Calendário chinês                                                            | 3871 – 3872 Início a 24 de janeiro (aproximadamente) |
| Calendário copta                                                             | 891 – 892                                            |
| Calendário etíope                                                            | 1167 – 1168                                          |
| Calendários hindus - Vikram Samvat - Calendário nacional indiano - Cáli Iuga | 1230 – 1231 1096 – 1097 4275 – 4276                  |
| Calendário Holoceno                                                          | 11175                                                |
| Calendário islâmico                                                          | 570 – 571                                            |
| Calendário judaico                                                           | 4935 – 4936                                          |
| Calendário persa                                                             | 553 – 554                                            |
| Calendário rúnico                                                            | 1425                                                 |
| Calendário solar tailandês                                                   | 1718                                                 |

1175 (MCLXXV, na numeração romana) foi um ano comum do século XII do Calendário Juliano, da Era de Cristo, e a sua letra dominical foi E (52 semanas), teve início a uma quarta-feira, terminou também a uma quarta-feira. No reino de Portugal estava em vigor a Era de César que já contava 1213 anos.
| Ano completo                        |
| ----------------------------------- |
| Ano comum com início à quarta-feira |

## Eventos
- Bula papal confirmando a Ordem de Santiago

## Nascimentos
- Leonardo de Pisa (Fibonacci), matemático (m. 1250).
- Rodrigo Anes de Penela que foi Senhor de Penela, Quinta do Castro e do Paço de Estorãos em Viana do Castelo, Portugal.
- André II da Hungria m. 1235, rei da Hungria entre 1205 e 1235.
- Ingeborg da Dinamarca, filha de Valdemar I da Dinamarca, e rainha consorte de Filipe II de França.
- Iolanda de Hainaut m. 1219, foi Imperatriz de Constantinopla.
- João Rodrigues Portocarreiro m. 1234, nobre e Cavaleiro medieval português, Rico-homem e Senhor do Paço de Pombal e Portocarreiro.
- Paio Soares Correia, Rico-Homem e cavaleiro medieval português, Senhor do Solar de Fralães.
- D. Garcia Mendes de Sousa foi Senhor de Vilar de Maçada, m. 1239.